# Wolframian sodu
Wolframian sodu – nieorganiczny związek chemiczny z grupy wolframianów, sól sodowa kwasu wolframowego. Jest białym ciałem stałym, dobrze rozpuszczalnym w wodzie. Wolframian sodu jest szeroko wykorzystywany jako źródło wolframu w syntezie chemicznej. Jest głównym półproduktem przetwórstwa rud wolframu (wolframitu, szelitu).

## Otrzymywanie
Wolframian sodu jest otrzymywany przez roztwarzanie w zasadzie sodowej rud wolframu, w których najczęstszymi związkami chemicznymi przedstawicielami są wolframiany żelaza, manganu i wapnia. Poniższe równanie reakcji przedstawia wytwarzanie wolframianu sodu z wolframitu:
Fe/MnWO
4 + 2NaOH + 2H
2O → Na
2WO
4·2H
2O + Fe/Mn(OH)
2
Szelit jest przetwarzany podobnie, ale z użyciem węglanu sodu.
Wolframian sodu może być produkowany także poprzez traktowanie węgliku wolframu mieszaniną azotanu sodu i wodorotlenku sodu. Proces ten jest istotny dla recyklingu węglików spiekanych, szeroko stosowanych jako materiały skrawające i ścierne.

## Budowa i właściwości
Znane są różne formy polimorficzne wolframianu sodu. Wszystkie zawierają tetraedryczne aniony wolframianowe WO2−
4, jednak różnią się między sobą sposobem ich ułożenia. Anion WO2−
4 ma strukturę analogiczną do siarczanowego SO2−
4.
W reakcji wolframianu sodu z kwasami powstaje kwas wolframowy (uwodnione formy tlenku wolframu(VI)):
Na
2WO
4 + 2HCl → WO
3 + 2NaCl + H
2O
Na
2WO
4 + 2HCl → WO
3·H
2O + 2 NaCl
Reakcję tę można odwrócić przy użyciu wodorotlenku sodu.

## Zastosowanie
Wolframian sodu jest głównym półproduktem przetwarzania rud wolframu, z których niemal wszystkie są wolframianami różnych metali.
Wolframian sodu stosuje się jako składnik kąpieli galwanicznych używanych do elektroosadzania stopów wolframu.
W chemii organicznej wolframian sodu używany jest jako katalizator syntezy epoksydów alkenów oraz utleniania alkoholi do aldehydów lub ketonów.
Według niektórych doniesień wolframian sodu wykazuje działanie antydiabetyczne.
Wolframian sodu jest inhibitorem kompetycyjnym enzymów zawierających molibden. Łatwość podstawienia wolframu za molibden w metaloproteinach wynika ze znacznego podobieństwa chemicznego tych pierwiastków, należących do 6. grupy układu okresowego. Obecność wolframianów w diecie zmniejsza stężenie związków molibdenu w tkankach. Niektóre bakterie wykorzystują kofaktor molibdenowy w łańcuchu oddechowym. W tych drobnoustrojach wolfram może podstawiać zawarty w białkach molibden i hamować oddychanie tlenowe, stąd jednym z niszowych zastosowań wolframianu sodu może być działanie bakteriostatyczne. Stwierdzono, że dodatek wolframianu sodu do wody pitnej hamuje namnażanie enterobakterii w jelitach myszy.